# Deutsche Marine

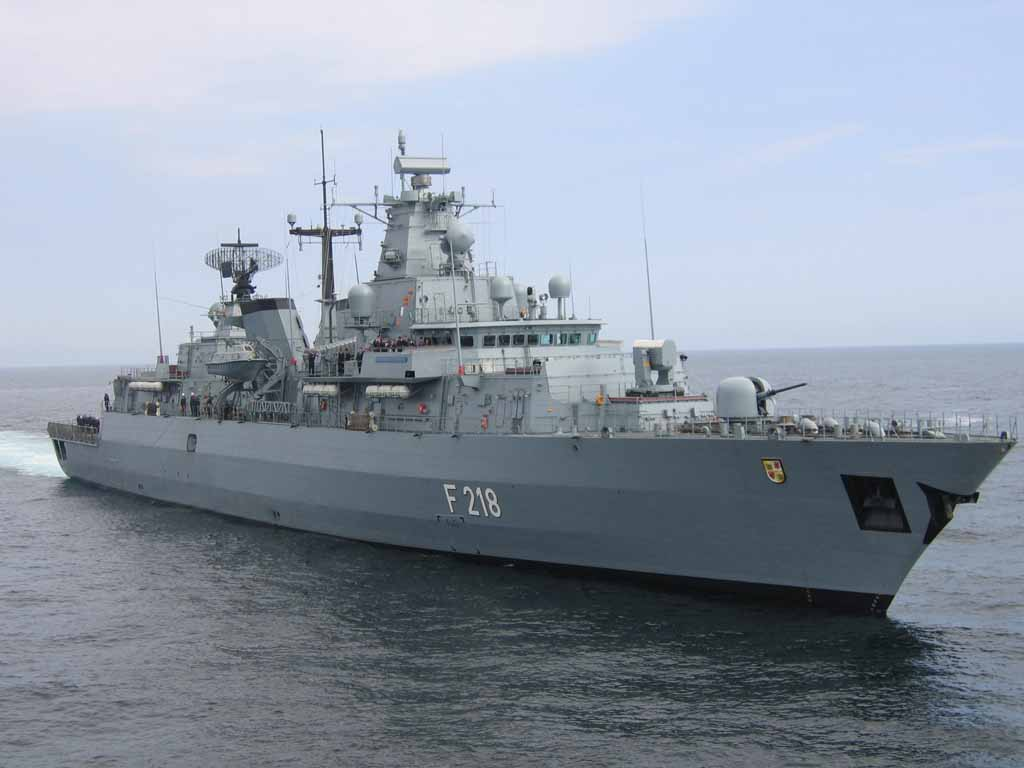
Fregatten F218 Mecklenburg-Vorpommern i tyska bukten

Deutsche Marine (svenska: tyska marinen) är det officiella namnet för Tysklands sjöstridskrafter. Med en styrka på 15 531 soldater är marinen den minsta försvarsgrenen i Bundeswehr. Tidigare kallades marinen i Västtyskland för Bundesmarine men namnet var aldrig antaget officiellt. Efter Tysklands återförening fortsatte Bundesmarine att vara det återförenade Tysklands marin. 1995 antogs officiellt namnet Deutsche Marine. Marininspektören är Vizeadmiral Jan Christian Kaack.

## Historia
Efter Wehrmachts kapitulation den 8 och 9 maj 1945 fanns det inte längre någon tysk flotta. Under andra världskriget hade alla krigförande parter lagt ut cirka 580 000 sjöminor i europeiska vatten. Under brittiskt och amerikanskt ledarskap fortsatte därför hundratals före detta marinsoldater att tjänstgöra på sina gamla minröjningsfartyg. I början av 1950-talet hade de rensat cirka 5 600 kvadratmil i Nordsjön och 450 kvadratmil i västra Östersjön från minor. Senare upplöstes dessa grupper och gick delvis upp i Västtysklands sjögränsbevakning. I och med den tyska upprustningen återupprättade Tyskland också en flotta från och med den 2 januari 1956. I Wilhelmshaven, den kejserliga flottans tidigare krigshamn, inrättade Bundeswehr till en början ett marinutbildningskompani. Bland de första soldaterna i Bundesmarine fanns sjömän som hade kommit från sjögränsbevakningen.
Tysklands sjöstridskrafter var redan från början fast integrerade i Nato. Deras uppgift i konfrontationen med östblocket var att i samarbete med de allierade flottorna, särskilt Danmarks, Norges och Storbritanniens flottor, försvara västra Östersjön och sjövägarna i Nordsjön. Fram till slutet av 1980-talet förblev detta uppdrag oförändrat. I den första planen för fartygsbyggnad som godkändes av den tyska förbundsdagen planerades förutom tolv jagare och sex fregatter framför allt en flotta med många specialbåtar. Kärnan i den nya flottan bestod dock till en början av båtar från den tidigare flottan, som återlämnades av de tidigare krigsfienderna, och av fartyg som tyskarna köpte av sina nuvarande allierade. I december 1956 var den västtyska flottan därför redan 65 fartyg och båtar och 7 700 man stor. På 1980-talet hade den vuxit till drygt 35 000 soldater.
Efter Tysklands återförening den 3 oktober 1990 integrerades delar av DDR:s Volksmarine (folkmarin), som hade upplösts dagen innan, i Bundesmarine. Nästan 2 000 soldater och yrkessoldater överfördes från den tidigare västtyska flottan. Med några få undantag skrotade eller sålde Bundeswehr dock fartyg och båtar från den östtyska flottan redan 1991. År 1995 omorganiserades flottan. Förband som var stationerade på det tidigare DDR:s territorium var nu också placerade i Nato. Därefter gav marinen också upp beteckningen Bundesmarine och kallade sig istället Deutsche Marine (tyska marinen).

## Uppgifter
Med flottan har Bundeswehr möjlighet att kontrollera havsområden, skydda internationella sjövägar och tillsammans med andra myndigheter garantera säkerheten i det tyska havsområdet. Marinen bidrar dessutom till att uppfylla de väpnade styrkornas övriga uppgifter inom områdena ledning, kontroll och spaning.
- Nationellt försvar och alliansförsvar
- Internationell krishantering
- Internationell humanitär nöd- och katastrofhjälp

## Organisation

### Personal
Marinen har cirka 15 500 soldater, vilket gör det till det minsta vapenslaget efter flygvapnet och armén. Alla befattningar är också öppna för kvinnliga soldater om de är lämpliga för den avsedda befattningen. Totalt har marinen cirka 1 700 kvinnliga soldater.

### Struktur
- Marinekommando (Rostock)
  -  Einsatzausbildungszentrum Schadensabwehr Marine (Neustadt in Holstein)
  -  Einsatzflottille 1 (Kiel)
    -  1. Korvettengeschwader (Rostock)
    -  1. Ubootgeschwader (Eckernförde)
    -  3. Minensuchgeschwader (Kiel)
    -  Kommando Spezialkräfte der Marine (Eckernförde)
    -  Marinestützpunktkommandos (Eckernförde, Kiel, Warnemünde)
    -  Seebataillon (Eckernförde)
    -  Unterstützungsgeschwader (Kiel)

  -  Einsatzflottille 2 (Wilhelmshaven)
    -  2. Fregattengeschwader (Wilhelmshaven)
    -  4. Fregattengeschwader (Wilhelmshaven)
    -  Marinestützpunktkommando Wilhelmshaven (Wilhelmshaven)
    -  Trossgeschwader (Wilhelmshaven)

  -  Marinefliegerkommando (Wurster Nordseeküste)
    -  Marinefliegergeschwader 3 "Graf Zeppelin" (Wurster Nordseeküste)
    -  Marinefliegergeschwader 5 (Wurster Nordseeküste)

  -  Marineoperationsschule (Bremerhaven)
  -  Marineschule Mürwik (Flensburg)
  -  Marinetechnikschule (Kramerhof)
  -  Marineunteroffizierschule (Plön)
  -  Marineunterstützungskommando (Schortens)
  -  Schifffahrtmedizinisches Institut der Marine (Kronshagen)

### Tjänstegrader
| Axelklaff      |         |           |               |                |                |                    |          |               |
| Gradbeteckning | Matrose | Gefreiter | Obergefreiter | Hauptgefreiter | Stabsgefreiter | Oberstabsgefreiter | Korporal | Stabskorporal |
| Nato-nivå      | OR-1    | OR-2      | OR-3          | OR-3           | OR-4           | OR-4               | OR-4     | OR-4          |

| Axelklaff                                                                                                  |      |            |          |           |                   |               |                |                       |                |                     |
| Gradbeteckning                                                                                             | Maat | Seekadett* | Obermaat | Bootsmann | Fähnrich zur See* | Oberbootsmann | Hauptbootsmann | Oberfähnrich zur See* | Stabsbootsmann | Oberstaabsbootsmann |
| Nato-nivå                                                                                                  | OR-5 | OR-5       | OR-5     | OR-6      | OR-6              | OR-6          | OR-7/OR-8      | OR-7/OR-8             | OR-8           | OR-9                |
| * Endast officersaspiranter genomgår tjänstegraderna Seekadett, Fähnrich zur See och Oberfähnrich zur See. |      |            |          |           |                   |               |                |                       |                |                     |

| Axelklaff                                                            |                  |                      |                 |                       |                  |                  |                 |                   |               |             |         |
| Gradbeteckning                                                       | Leutnant zur See | Oberleutnant zur See | Kapitänleutnant | Stabskapitänleutnant* | Korvettenkapitän | Fregattenkapitän | Kapitän zur See | Flottillenadmiral | Konteradmiral | Vizeadmiral | Admiral |
| Nato-nivå                                                            | OF-1             | OF-1                 | OF-2            | OF-2                  | OF-3             | OF-4             | OF-5            | OF-6              | OF-7          | OF-8        | OF-9    |
| * Endast fackofficerare genomgår tjänstegraden Stabskapitänleutnant. |                  |                      |                 |                       |                  |                  |                 |                   |               |             |         |

## Utrustning

### Fartyg
| Fartyg                 | Typ                  | Aktiva       | Anteckningar  |
| Stridsfartyg           | Stridsfartyg         | Stridsfartyg | Stridsfartyg  |
| ---------------------- | -------------------- | ------------ | ------------- |
| 212 A                  | Attackubåt           | 6            |               |
| F123 Brandenburg       | Fregatt              | 4            |               |
| F124 Sachsen           | Fregatt              | 3            |               |
| F125 Baden-Württemberg | Fregatt              | 4            |               |
| K130 Braunschweig      | Korvett              | 5            | 5 beställda   |
| MJ332 Frankenthal      | Minröjningsfartyg    | 10           |               |
| M352 Ensdorf           | Minröjningsfartyg    | 2            |               |
| Hjälpfartyg            |                      |              |               |
| 404 Elbe               | Stödfartyg           | 6            |               |
| 423 Oste               | Signalspaningsfartyg | 3            |               |
| 702 Berlin             | Stödfartyg           | 3            |               |
| 704 Rhön               | Tankfartyg           | 2            |               |
| Rügen, Borkum          | Bärgning bogserbåt   | 2            | köpt begagnat |
| Planet                 | forskningsfartyg     | 1            |               |
| Gorch Fock             | Skolfartyg           | 1            |               |

### Luftfartyg
| Luftfartyg                   | Ursprung       | Typ                                | Variant                    | Aktiva   | Anteckningar                   |
| Flygplan                     | Flygplan       | Flygplan                           | Flygplan                   | Flygplan | Flygplan                       |
| ---------------------------- | -------------- | ---------------------------------- | -------------------------- | -------- | ------------------------------ |
| Boeing P-8 Poseidon          | USA            | Spaningsflygplan                   | P-8A                       | 0        | 5 beställda                    |
| Dornier 228                  | Tyskland       | Spaningsflygplan                   | 228 NG                     | 2        |                                |
| Lockheed P-3 Orion           | USA            | Spaningsflygplan                   | P-3C                       | 8        | Ersätts av P-8A Poseidon       |
| Helikoptrar                  |                |                                    |                            |          |                                |
| NHIndustries NH90            | Europa         | UbåtsjakthelikopterRäddningsaktion | MRHF Sea TigerNTH Sea Lion | 018      | 31 beställda                   |
| Westland Lynx                | Storbritannien | Ubåtsjakthelikopter                | Mk88A                      | 22       | Ersätts av NH90 MRFH Sea Tiger |
| Westland Sea King            | Storbritannien | Search and Rescue                  | Mk41                       | 14       | Ersätts av NH90 NTH Sea Lion   |
| Skolflygplan och helikoptrar |                |                                    |                            |          |                                |
| Airbus Helicopters H135      | Europa         | Pilotutbildning                    |                            | 1        |                                |
| UAV:s                        |                |                                    |                            |          |                                |
| DJI Phantom 4                | Kina           | Spaningsdrönare                    | Pro+                       | 29       |                                |
| Aerovironment RQ-20 Puma     | USA            | Spaningsdrönare                    | AE II                      | 6        |                                |
| UMS Skeldar V-200            | Sverige        | Spaningsdrönare                    | V-200B                     | 0        | 6 beställda                    |